# Tour sarrasine de Vitrolles
La tour sarrasine de Vitrolles est une tour située à Vitrolles, en France. 

## Histoire
Les vestiges font l’objet d’une inscription au titre des monuments historiques depuis le 3 octobre 1929.